# كسوف الشمس 7 ديسمبر 2094
سيحدث كسوف جزئي للشمس يوم الثلاثاء الموافق 7 ديسمبر 2094. يحدث كسوف الشمس عندما يمر القمر بين الأرض والشمس ، وبالتالي يحجب صورة الشمس كليًا أو جزئيًا عن مشاهد على الأرض. يحدث كسوف جزئي للشمس في المناطق القطبية من الأرض عندما يغيب مركز ظل القمر عن الأرض. سيكون مرئيًا عبر أمريكا الشمالية .

## الخسوفات ذات الصلة

### كسوف الشمس 2094-2098
هذا الكسوف هو جزء من سلسلة كسوف الشمس 2094-2098. يتكرر الكسوف في كل 177 يومًا تقريبًا و 4 ساعات (فصل دراسي) في العقد المتناوبة من مدار القمر.
| 119 | يونيو 13, 2094 جزئي | 124 | ديسمبر 7, 2094 جزئي  |
| 129 | يونيو 2, 2095 كلي   | 134 | نوفمبر 27, 2095 حلقي |
| 139 | مايو 22, 2096 كلي   | 144 | نوفمبر 15, 2096 حلقي |
| 149 | مايو 11, 2097 كلي   | 154 | نوفمبر 4, 2097 حلقي  |
|     |                     | 164 | أكتوبر 24, 2098 جزئي |

### ساروس 124
ساروس 124 الشمسي ، يتكرر كل 18 سنة و 11 يومًا ، يحتوي على 73 حدثًا.
- بدأت السلسلة بكسوف جزئي للشمس في 6 مارس 1049.
- تحتوي على كسوف كلي من 12 يونيو 1211 إلى 22 سبتمبر 1968
- كسوف هجين للشمس في 3 أكتوبر 1986.
- تنتهي السلسلة في العضو 73 ككسوف جزئي في 11 مايو 2347.

حدث أطول كسوف كلي في 3 مايو 1734 ، في 5 دقائق و 46 ثانية.
| أعضاء السلسلة 43-59 تحدث بين 1801 و 2100: | أعضاء السلسلة 43-59 تحدث بين 1801 و 2100: | أعضاء السلسلة 43-59 تحدث بين 1801 و 2100: |
| 43                                        | 44                                        | 45                                        |
| ----------------------------------------- | ----------------------------------------- | ----------------------------------------- |
| يونيو 16, 1806                            | يونيو 26, 1824                            | يوليو 8, 1842                             |
| 46                                        | 47                                        | 48                                        |
| يوليو 18, 1860 [الإنجليزية]               | يوليو 29, 1878 [الإنجليزية]               | أغسطس 9, 1896 [الإنجليزية]                |
| 49                                        | 50                                        | 51                                        |
| أغسطس 21, 1914 [الإنجليزية]               | أغسطس 31, 1932 [الإنجليزية]               | سبتمبر 12, 1950 [الإنجليزية]              |
| 52                                        | 53                                        | 54                                        |
| سبتمبر 22, 1968 [الإنجليزية]              | أكتوبر 3, 1986 [الإنجليزية]               | أكتوبر 14, 2004                           |
| 55                                        | 56                                        | 57                                        |
| أكتوبر 25, 2022                           | نوفمبر 4, 2040                            | نوفمبر 16, 2058                           |
| 58                                        | 59                                        |                                           |
| نوفمبر 26, 2076                           | ديسمبر 7, 2094                            |                                           |

### سلسلة اينكس
هذا الكسوف هو جزء من دورة اينكس طويلة الأمد ، يتكرر عند العقد المتناوبة ، كل 358 شهرًا سينوديًا (≈ 10571.95 يومًا ، أو 29 عامًا ناقص 20 يومًا).
مظهرها وخط طولها غير منتظمين بسبب عدم التزامن مع الشهر غير الطبيعي (فترة الحضيض). ومع ذلك ، فإن مجموعات 3 دورات اينكس (87 سنة ناقص شهرين) تقترب (≈ 1،151.02 شهرًا غير طبيعي) ، لذا فإن الكسوف متشابه في هذه المجموعات.
| أعضاء سلسلة اينكس بين عامي 1901 و 2100: | أعضاء سلسلة اينكس بين عامي 1901 و 2100: | أعضاء سلسلة اينكس بين عامي 1901 و 2100: |
| --------------------------------------- | --------------------------------------- | --------------------------------------- |
| 22 نوفمبر 1919 (ساروس 141)              | 1 نوفمبر 1948 (ساروس 142)               | 12 أكتوبر 1977 (ساروس 143)              |
| 22 سبتمبر 2006 (ساروس 144)              | 2 سبتمبر 2035 (ساروس 145)               | 12 أغسطس 2064 (ساروس 146)               |
| 23 يوليو 2093 (ساروس 147)               |                                         |                                         |

### سلسلة تريتوس
هذا الكسوف هو جزء من دورة تريتوس ، يتكرر عند العقد المتناوبة كل 135 شهرًا متزامنًا (≈ 3986.63 يومًا ، أو 11 عامًا ناقص شهر واحد). مظهرها وخط طولها غير منتظمين بسبب نقص التزامن مع الشهر غير الطبيعي (فترة الحضيض) ، لكن التجمعات المكونة من 3 دورات تريتوس (33 عامًا ناقص 3 أشهر) تقترب (≈ 434.044 شهرًا غير طبيعي) ، لذا فإن الكسوف متشابه في هذه التجمعات.
| أعضاء سلسلة تريتوس بين عامي 1901 و 2100 | أعضاء سلسلة تريتوس بين عامي 1901 و 2100 | أعضاء سلسلة تريتوس بين عامي 1901 و 2100 | أعضاء سلسلة تريتوس بين عامي 1901 و 2100 |
| --------------------------------------- | --------------------------------------- | --------------------------------------- | --------------------------------------- |
| 9 سبتمبر 1904 (ساروس 133)               | 10 أغسطس 1915 (ساروس 134)               | 9 يوليو 1926 (ساروس 135)                |                                         |
| 8 يونيو 1937 (ساروس 136)                | 9 مايو 1948 (ساروس 137)                 | 8 أبريل 1959 (ساروس 138)                |                                         |
| 7 مارس 1970 (ساروس 139)                 | 4 فبراير 1981 (ساروس 140)               | 4 يناير 1992 (ساروس 141)                |                                         |
| 4 ديسمبر 2002 (ساروس 142)               | 3 نوفمبر 2013 (ساروس 143)               | 2 أكتوبر 2024 (ساروس 144)               |                                         |
| 2 سبتمبر 2035 (ساروس 145)               | 2 أغسطس 2046 (ساروس 146)                | 1 يوليو 2057 (ساروس 147)                |                                         |
| 31 مايو 2068 (ساروس 148)                | 1 مايو 2079 (ساروس 149)                 | 31 مارس 2090 (ساروس 150)                |                                         |

### سلسلة ميتونيك
تتكرر السلسلة ميتونيك كل 19 عامًا (6939.69 يومًا) ، وتستمر حوالي 5 دورات. يحدث الكسوف في نفس تاريخ التقويم تقريبًا. بالإضافة إلى ذلك ، تتكرر سلسلة اكتون الفرعية 1/5 من ذلك أو كل 3.8 سنوات (1387.94 يومًا). تحدث جميع الكسوفات في هذا الجدول عند العقدة الهابطة للقمر.
| 21 أحداث الكسوف بين 21 يونيو 1982 و 21 يونيو 2058 | 21 أحداث الكسوف بين 21 يونيو 1982 و 21 يونيو 2058 | 21 أحداث الكسوف بين 21 يونيو 1982 و 21 يونيو 2058 | 21 أحداث الكسوف بين 21 يونيو 1982 و 21 يونيو 2058 | 21 أحداث الكسوف بين 21 يونيو 1982 و 21 يونيو 2058 |
| يونيو21                                           | أبريل 8–9                                         | يناير26                                           | نوفمبر 13–14                                      | سبتمبر 1–2                                        |
| 107                                               | 109                                               | 111                                               | 113                                               | 115                                               |
| ------------------------------------------------- | ------------------------------------------------- | ------------------------------------------------- | ------------------------------------------------- | ------------------------------------------------- |
| يونيو21, 1963                                     | أبريل 9, 1967                                     | يناير26, 1971                                     | نوفمبر 14, 1974                                   | سبتمبر 2, 1978                                    |
| 117                                               | 119                                               | 121                                               | 123                                               | 125                                               |
| يونيو21, 1982 [الإنجليزية]                        | أبريل 9, 1986 [الإنجليزية]                        | يناير26, 1990 [الإنجليزية]                        | نوفمبر 13, 1993 [الإنجليزية]                      | سبتمبر 2, 1997 [الإنجليزية]                       |
| 127                                               | 129                                               | 131                                               | 133                                               | 135                                               |
| يونيو21, 2001                                     | أبريل 8, 2005                                     | يناير26, 2009                                     | نوفمبر 13, 2012                                   | سبتمبر 1, 2016                                    |
| 137                                               | 139                                               | 141                                               | 143                                               | 145                                               |
| يونيو21, 2020                                     | أبريل 8, 2024                                     | يناير26, 2028                                     | نوفمبر 14, 2031                                   | سبتمبر 2, 2035                                    |
| 147                                               | 149                                               | 151                                               | 153                                               | 155                                               |
| يونيو21, 2039                                     | أبريل 9, 2043                                     | يناير26, 2047                                     | نوفمبر 14, 2050                                   | سبتمبر 2, 2054                                    |
| 157                                               |                                                   |                                                   |                                                   |                                                   |
| يونيو21, 2058                                     |                                                   |                                                   |                                                   |                                                   |

## روابط خارجية
- http://eclipse.gsfc.nasa.gov/SEplot/SEplot2051/SE2094Dec07P. GIF